# Robert Anker
Robert Anker (n. 26 aprilie 1946, Oostwoud⁠(d), Olanda de Nord, Țările de Jos – d. 20 ianuarie 2017, Amsterdam, Țările de Jos) a fost un scriitor neerlandez.
A debutat cu poezie, în anul 1977, în magazinul literar De revisor. Debutul în proză, l-a realizat cu romanul De thuiskomst van kapitein Rob în 1992. Debut care i-a adus premiul literar Ferdinand Bordewijk. 
Anker a fost critic literar pentru ziarul Het Parool.

## Opera

### Poezie
- Waar ik nog ben (1979)
- Van het balkon (1983)
- Nieuwe veters (1987)
- Goede manieren (1989)
- In het vertrek (1996)
- De broekbewapperde mens (2002)
- Heimwee naar (2006)
- Nieuwe veters. Verzamelde gedichten 1979-2006 (2008)
- Gemraad Slasser d.d.t. (2009)

### Proză
- Olifant achter blok (1988)
- De thuiskomst van kapitein Rob (1992)
- Volledig ontstemde piano (1994)
- Vrouwenzand (1998)
- Een soort Engeland (2001)
- Hajar en Daan (2004)
- Alpenrood (2007)
- Nieuw-Lelievelt (2007)

### Alte genuri
- Vergeten licht. Eseuri. (1993)
- Een Soort Engeland. Dramă. (2004)
- Innerlijke vaart. Zomerdagboek. Autobiografie. (2005)
- Negen levens. Een dorp als zelfportret. Autobiografie. (2005)